# Томас, Кэмерон
Кэмерон Томас (англ. Cameron Thomas; 1 июля 2000, Сан-Диего, Калифорния) — профессиональный американский футболист, выступающий на позиции ди-энда в клубе НФЛ «Аризона Кардиналс». На студенческом уровне играл за команду университета штата Калифорния в Сан-Диего. Лучший защитник конференции Маунтин Вест в сезоне 2021 года. На драфте НФЛ 2022 года был выбран в третьем раунде.

## Биография
Кэмерон Томас родился 1 июля 2000 года в Сан-Диего. Младший из двух сыновей в семье. Вырос в Карлсбаде, там же окончил старшую школу. В составе школьной футбольной команды играл на позициях ди-энда и тайт-энда. На момент выпуска оценивался рекрутинговым сайтом 247Sports на три звезды из пяти, получил предложения спортивной стипендии от университета штата в Сан-Диего, университета штата Орегон, Вайомингского университета и Академии ВМС в Аннаполисе.

### Любительская карьера
В 2018 году Томас поступил в университет штата Калифорния в Сан-Диего. В своём дебютном сезоне он принял участие всего в одном матче, сохранив статус освобождённого игрока. В 2019 году он стал одним из стартовых тэклов защиты команды, сыграв в тринадцати матчах и сделав 5,5 сэков. По итогам года он стал лучшим линейным защиты команды и разделил награду лучшему новичку года с принимающим Джесси Мэттьюзом. По результатам опроса тренеров он был включён в сборную звёзд Маунтин Вест.
Перед началом сезона 2020 года Томас назывался в числе претендентов на индивидуальные награды лучшему защитнику NCAA. Он сыграл в восьми матчах сезона, став вторым среди линейных защиты поддивизиона FBS по количеству давлений на квотербека соперника. По количеству захватов с потерей ярдов и сэков он вошёл в десятку лучших в конференции. По итогам турнира Томас второй раз подряд был включён в сборную звёзд Маунтин Вест, став вторым в истории университета линейным защиты, добившимся такого результата.
В сезоне 2021 года Томас сыграл в четырнадцати матчах команды, сделав 20,5 захватов с потерей ярдов и 11,5 сэков. По обоим показателям он вошёл в тройку лучших игроков Маунтин Вест. В третий раз подряд его включили в сборную звёзд конференции, издание The Athletic выбрало его в состав сборной звёзд NCAA. Томас также стал третьим в истории университета игроком, признанным лучшим защитником Маунтин Вест. До него подобного результата добивались Кирк Моррисон и Дамонтей Кази.

#### Статистика выступлений в NCAA
| Сезон | Команда                | Игры | Захваты | Захваты | Захваты | Захваты | Захваты | Перехваты | Перехваты | Перехваты | Перехваты | Перехваты | Фамблы | Фамблы | Фамблы | Фамблы |
| Сезон | Команда                | Игры | Solo    | Ast     | Tot     | Loss    | Sk      | Int       | Yds       | Y/R       | TD        | PD        | FR     | Yds    | TD     | FF     |
| ----- | ---------------------- | ---- | ------- | ------- | ------- | ------- | ------- | --------- | --------- | --------- | --------- | --------- | ------ | ------ | ------ | ------ |
| 2018  | Сан-Диего Стейт Ацтекс | 1    | 0       | 0       | 0       | 0,0     | 0,0     | 0         | 0         | 0,0       | 0         | 0         | 0      | 0      | 0      | 0      |
| 2019  | Сан-Диего Стейт Ацтекс | 13   | 20      | 29      | 49      | 9,0     | 5,5     | 0         | 0         | 0,0       | 0         | 1         | 0      | 0      | 0      | 0      |
| 2020  | Сан-Диего Стейт Ацтекс | 8    | 21      | 14      | 35      | 9,5     | 4,0     | 0         | 0         | 0,0       | 0         | 1         | 0      | 0      | 0      | 0      |
| 2021  | Сан-Диего Стейт Ацтекс | 14   | 30      | 41      | 71      | 20,5    | 11,5    | 0         | 0         | 0,0       | 0         | 0         | 0      | 0      | 0      | 1      |
| Всего | Всего                  | 36   | 71      | 84      | 155     | 39,0    | 21,0    | 0         | 0         | 0,0       | 0         | 2         | 0      | 0      | 0      | 1      |

### Профессиональная карьера
Перед драфтом НФЛ 2022 года издание Bleacher Report прогнозировало Томасу выбор в третьем раунде драфта и отмечало, что потенциально он способен в первом же сезоне закрепиться в стартовом составе одного из клубов. Среди сильных сторон игрока аналитик Деррик Классен называл техничную работу рук, подвижность и гибкость, способность атаковать через узкие проходы в линии нападения и опыт игры на различных позициях. К минусам относили недостаточно сильные ноги и проблемы с удержанием позиции против выносной игры, средний уровень игры на месте эдж-рашера.
На драфте Томас был выбран «Аризоной» в третьем раунде под общим 87-м номером. В мае 2022 года он подписал с клубом четырёхлетний контракт. В составе «Кардиналс» он дебютировал в матче первой недели чемпионата против «Канзас-Сити Чифс».

#### Статистика выступлений в НФЛ

##### Регулярный чемпионат
| Сезон | Команда           | Игры | Захваты | Захваты | Захваты | Захваты | Захваты | Перехваты | Перехваты | Перехваты | Перехваты | Перехваты | Фамблы | Фамблы | Фамблы | Фамблы |
| Сезон | Команда           | Игры | Solo    | Ast     | Tot     | Loss    | Sk      | Int       | Yds       | Y/R       | TD        | PD        | FR     | Yds    | TD     | FF     |
| ----- | ----------------- | ---- | ------- | ------- | ------- | ------- | ------- | --------- | --------- | --------- | --------- | --------- | ------ | ------ | ------ | ------ |
| 2022  | Аризона Кардиналс | 3    | 0       | 2       | 2       | 0       | 0,0     | 0         | 0         | 0,0       | 0         | 0         | 0      | 0      | 0      | 0      |
| Всего | Всего             | 3    | 0       | 2       | 2       | 0       | 0,0     | 0         | 0         | 0,0       | 0         | 0         | 0      | 0      | 0      | 0      |

* На 1 октября 2022 года